# Villa Astengo
Pour les articles homonymes, voir Astengo.

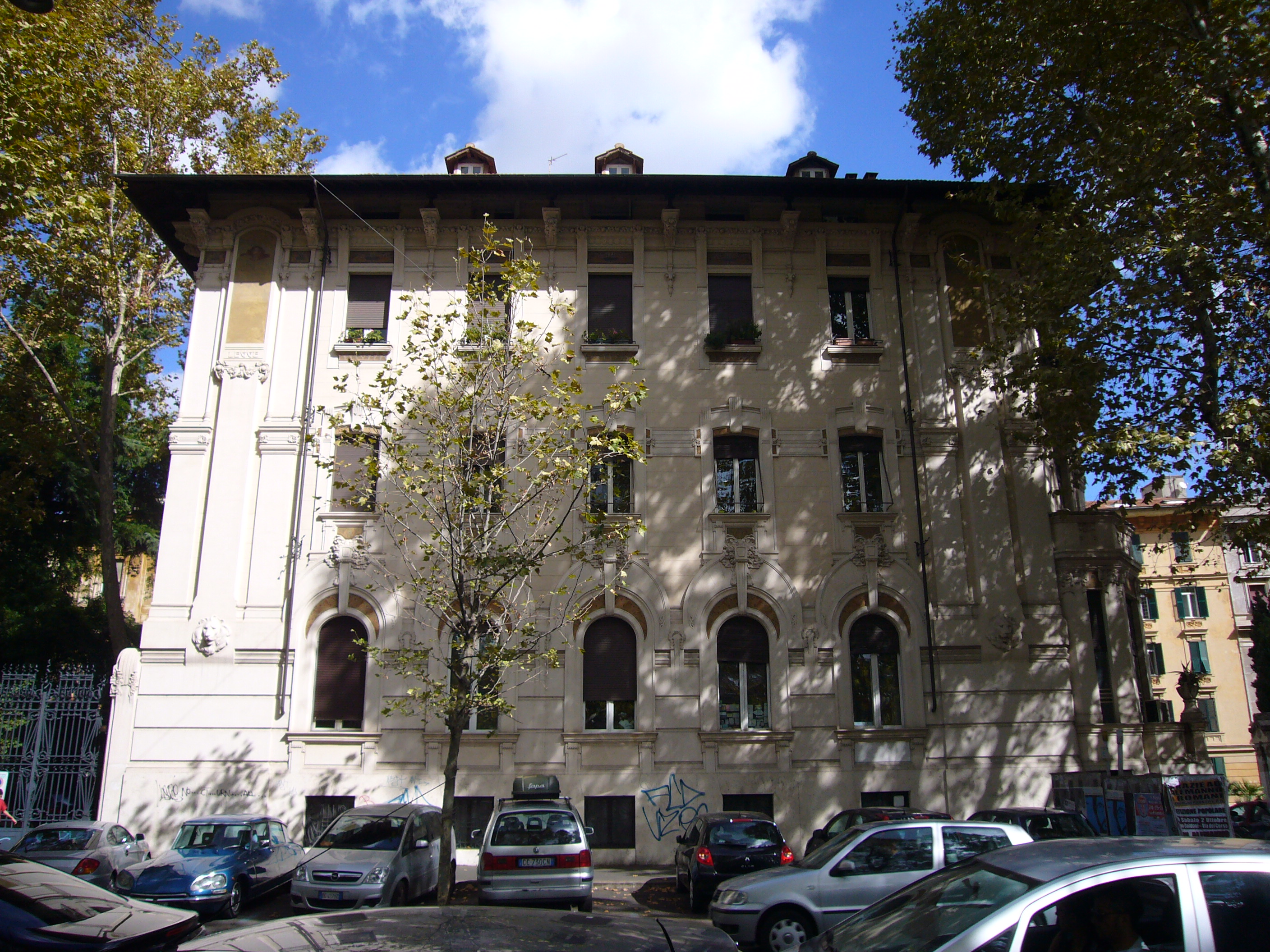
Façade sur le Lungotevere de 'Cenci.

 La Villa Astengo (en italien : Villino Astengo) est un palais Art nouveau situé dans le rione Sant'Angelo à Rome. 

## Histoire

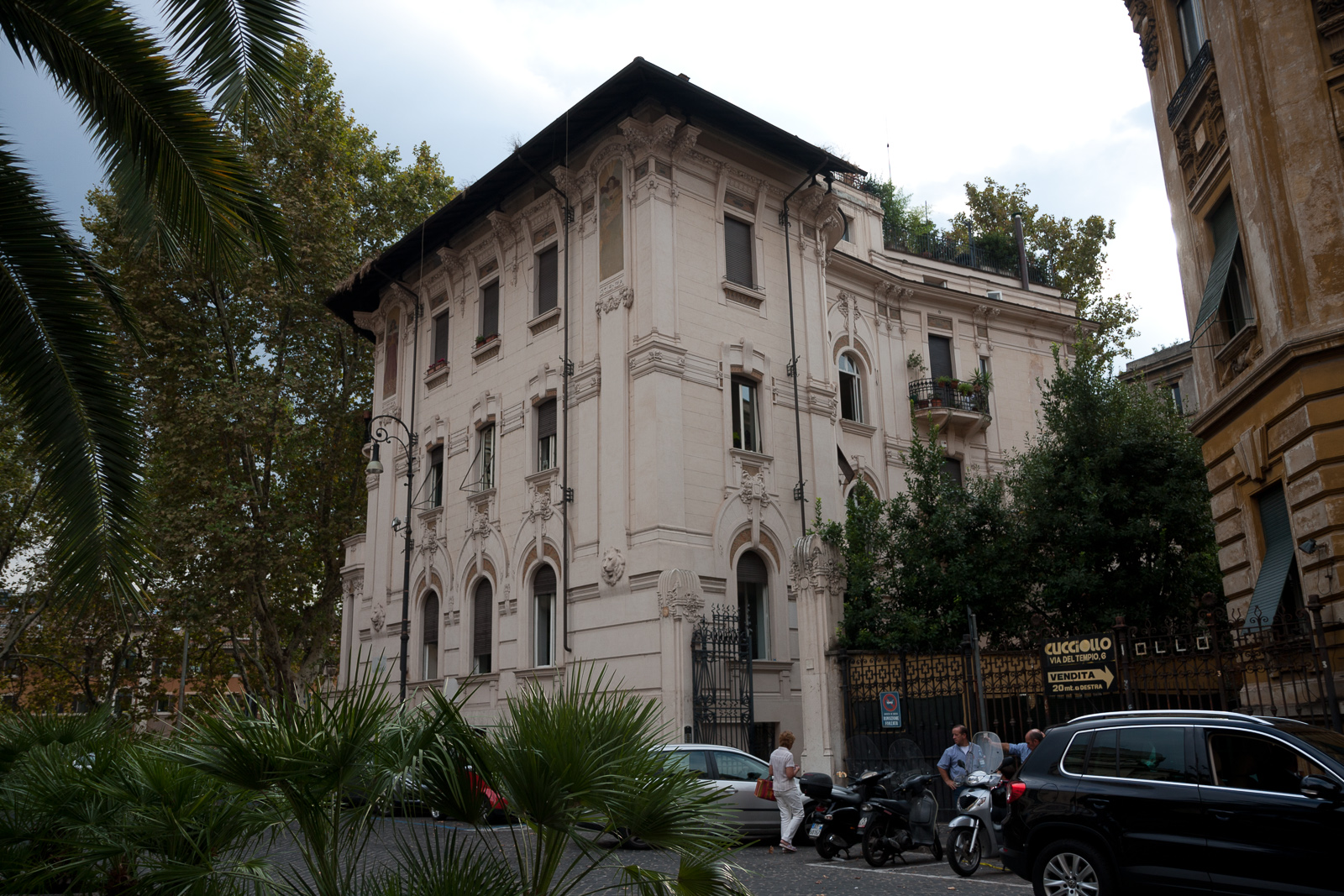
Façade latérale sur la Via del Tempio et le jardin à l'arrière.

Cette  villa Art Nouveau est située à un emplacement faisant auparavant partie du Ghetto de Rome, démoli à la fin du XIXe siècle. A la même époque, plusieurs mesures ont été prises pour contenir les inondations successives du Tibre, qui affligeaient depuis des siècles ce quartier assez bas de Rome. Pour cela, de grands murs de soutènement ont été construits le long des rives et de nouvelles rues très larges ont été édifiées le long des rives, appelées Lungotevere (littéralement, le long du Tibre). L'une des premières constructions de la nouvelle voie du rione de Sant'Angelo a été la Grande Synagogue, située du côté est de la Via del Tempio. 
En octobre 1909, les frères Astengo achètent deux lots de terrains lors d'une vente aux enchères dans le secteur du Ghetto dans le but de construire une villa leur permettant d'afficher leur position sociale. L'un d'eux, Giulio Astengo, était avocat et l'autre, Carlo Astengo, a été élu sénateur du nouveau royaume d'Italie. Les frères commandèrent à l'architecte Ezio Garroni de s'associer au peintre Giuseppe Zinna, qui peignit les fresques sur les panneaux latéraux au sommet des façades.

## Description
Le bâtiment a été construit entre 1909 et 1910 et son apparence n'a pas changé depuis: trois étages avec trois rangées de fenêtres sur la façade de la Via del Tempio et cinq sur le Lungotevere. Un jardin étroit avec des arbres et des palmiers à l'arrière, entouré de belles balustrades en fer forgé, sépare le bâtiment du voisinage. 
La Villa Astengo présente une riche décoration; au niveau supérieur, se trouvent les peintures étroites de Giuseppe Zinna : la Justice (en italien : La Giustizia), la Science (La Scienza), la Loi (La Legge) et la Vérité (La Verita), avec des inscriptions en relief en dessous de chacune. 